# Potentilla villosa
Potentilla villosa är en rosväxtart som beskrevs av Peter Simon Pallas och Frederick Traugott Pursh. Potentilla villosa ingår i Fingerörtssläktet som ingår i familjen rosväxter. Inga underarter finns listade i Catalogue of Life.

## Bilder

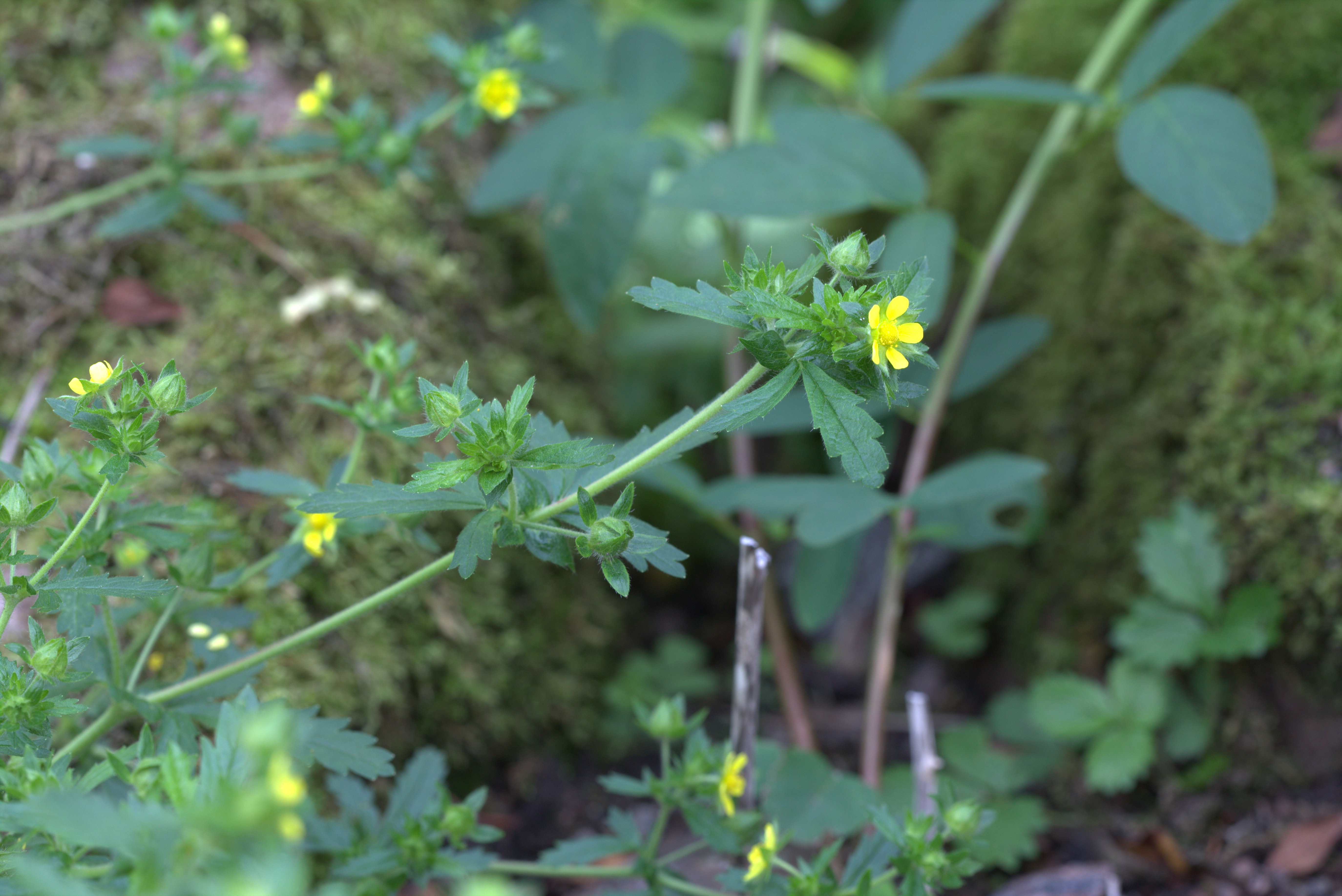
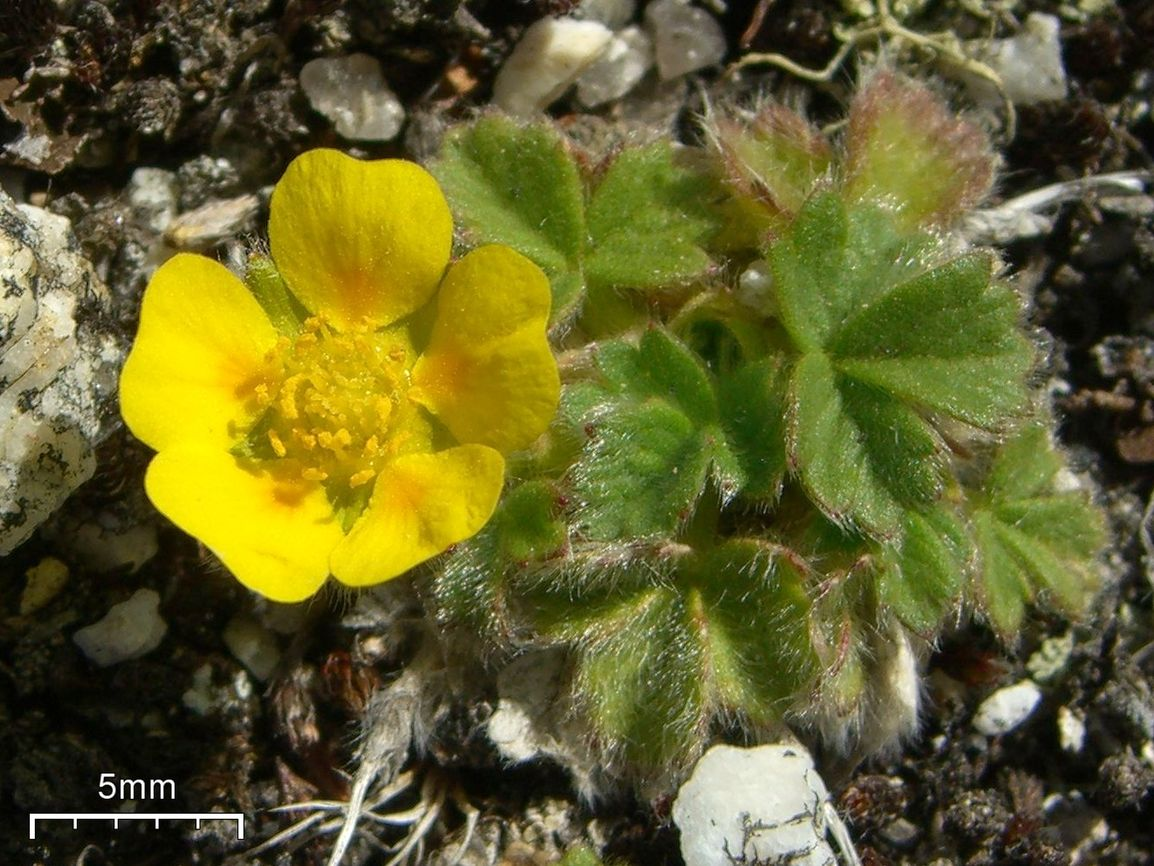